# Lucas Mendes
Pour les articles homonymes, voir Mendes.
Lucas Michel Mendes, né le 3 juillet 1990 à Curitiba, est un footballeur international qatari qui évolue au poste de défenseur au sein du club qatari d'Al-Wakrah SC.

## Biographie
Formé au Coritiba Foot Ball Club, Lucas Mendes y signe son premier contrat professionnel en 2008. Il dispute 139 matchs et marque deux buts en cinq saisons avec le club brésilien.

### Olympique de Marseille
Dans la nuit du 28 au 29 août 2012, les sites officiels du Coritiba Foot Ball Club et de l'Olympique de Marseille annoncent un accord concernant la transaction de Lucas Mendes vers l'OM avoisinant 2 millions d'euros. Le transfert est officialisé le 30 août suivant. Le 4 octobre 2012, il prend part à son premier match avec l'OM à l'occasion de la deuxième journée de la phase de groupes de la Ligue Europa face au club chypriote de l'AEL Limassol. Il se distingue en marquant le deuxième but des Marseillais qui remportent le match sur le score de 5-1. Deux semaines plus tard, il fait ses débuts en Ligue 1 contre l'ES Troyes. Le club termine vice-champion de France.
Le 1er septembre 2013, il marque son premier but en Ligue 1 contre l'AS Monaco et marque de nouveau la semaine suivante contre Toulouse. Quatre jours après il joue le premier match de sa carrière en Ligue des champions contre Arsenal.

### El Jaish SC
Le 15 août 2014, il signe au Qatar en s'engageant pour le club d'El Jaish. Le montant du transfert est de 5 M €. Le 10 mai 2015, il marque lors des quarts de finale de la coupe du Qatar avant que son club s'incline en finale de la compétition contre le Al Sadd Doha. Il est également finaliste de la Coupe Crown Prince cette même année, s'inclinant en finale contre le Lekhwiya SC. En championnat, le club termine à la troisième place.
La saison suivante, il est vice-champion du Qatar, terminant derrière Al-Rayyan SC. En Ligue des champions, le club termine à la première place de la phase de groupe avant d'éliminer un autre club qatarien en huitièmes de finale, le Lekhwiya SC.

### Al-Gharafa SC
Le 11 février 2019, Lucas Mendes quitte Al-Duhail SC pour rejoindre le club d'Al-Gharafa, alors entraîné par le Français Christian Gourcuff.

## Statistiques
| Saison                | Club                   | Championnat           | Championnat | Championnat | Coupe nationale | Coupe nationale | Coupe de la Ligue | Coupe de la Ligue | Compétition(s) continentale(s) | Compétition(s) continentale(s) | Compétition(s) continentale(s) | Paranaense | Paranaense | Total | Total |
| Saison                | Club                   | Division              | M.          | B.          | M.              | B.              | M.                | B.                | Comp.                          | M.                             | B.                             | M.         | B.         | M.    | B.    |
| 2008                  | Coritiba FC            | Brasileirão           | 1           | 0           | -               | -               | -                 | -                 | -                              | -                              | -                              | -          | -          | 1     | 0     |
| 2009                  | Coritiba FC            | Brasileirão           | -           | -           | -               | -               | -                 | -                 | -                              | -                              | -                              | -          | -          | 0     | 0     |
| 2010                  | Coritiba FC            | Série B               | 29          | 0           | 1               | 0               | -                 | -                 | -                              | -                              | -                              | -          | -          | 30    | 0     |
| 2011                  | Coritiba FC            | Brasileirão           | 24          | 0           | 11              | 0               | -                 | -                 | -                              | -                              | -                              | 11         | 0          | 46    | 0     |
| 2012                  | Coritiba FC            | Brasileirão           | 13          | 2           | 9               | 0               | -                 | -                 | CS                             | 2                              | 0                              | 20         | 0          | 44    | 2     |
| Sous-total            | Sous-total             | Sous-total            | 67          | 2           | 21              | 0               | -                 | -                 | -                              | 2                              | 0                              | 31         | 0          | 121   | 2     |
| 2012-2013             | Olympique de Marseille | Ligue 1               | 25          | 0           | 3               | 0               | -                 | -                 | C3                             | 5                              | 1                              | -          | -          | 33    | 1     |
| 2013-2014             | Olympique de Marseille | Ligue 1               | 22          | 2           | -               | -               | 2                 | 0                 | C1                             | 4                              | 0                              | -          | -          | 28    | 2     |
| 2014-2015             | Olympique de Marseille | Ligue 1               | 1           | 0           | -               | -               | -                 | -                 | -                              | -                              | -                              | -          | -          | 1     | 0     |
| Sous-total            | Sous-total             | Sous-total            | 48          | 2           | 3               | 0               | 2                 | 0                 | -                              | 9                              | 1                              | -          | -          | 62    | 3     |
| 2014-2015             | El Jaish SC            | Qatar SL              | 24          | 1           | 1               | 1               | -                 | -                 | AFC                            | 2                              | 0                              | -          | -          | 27    | 2     |
| 2015-2016             | El Jaish SC            | Qatar SL              | 19          | 1           | 1               | 0               | -                 | -                 | AFC                            | 8                              | 0                              | -          | -          | 28    | 1     |
| 2016-2017             | El Jaish SC            | Qatar SL              | 20          | 3           | 1               | 0               | -                 | -                 | AFC                            | 4                              | 0                              | -          | -          | 25    | 3     |
| Sous-total            | Sous-total             | Sous-total            | 63          | 5           | 3               | 1               | -                 | -                 | -                              | 14                             | 0                              | -          | -          | 80    | 6     |
| 2017-2018             | Al Duhail              | Qatar SL              | 17          | 0           | 8               | 0               | -                 | -                 | AFC                            | 7                              | 0                              | -          | -          | 32    | 0     |
| 2018-2019             | Al Duhail              | Qatar SL              | 12          | 0           | 5               | 0               | -                 | -                 | AFC                            | 2                              | 0                              | -          | -          | 19    | 0     |
| Sous-total            | Sous-total             | Sous-total            | 29          | 0           | 13              | 0               | -                 | -                 | -                              | 9                              | 0                              | -          | -          | 51    | 0     |
| 2018-2019             | Al Gaharafa            | Qatar SL              | 7           | 1           | -               | -               | -                 | -                 | AFC                            | 1                              | 0                              | -          | -          | 8     | 1     |
| Sous-total            | Sous-total             | Sous-total            | 7           | 1           | 0               | 0               | -                 | -                 | -                              | 1                              | 0                              | -          | -          | 8     | 1     |
| 2019-2020             | Al Wakrah              | Qatar SL              | 10          | 0           | 3               | 0               | -                 | -                 | -                              | -                              | -                              | -          | -          | 13    | 0     |
| 2020-2021             | Al Wakrah              | Qatar SL              | 22          | 0           | 5               | 0               | -                 | -                 | -                              | -                              | -                              | -          | -          | 27    | 0     |
| 2021-2022             | Al Wakrah              | Qatar SL              | 7           | 0           | 2               | 0               | -                 | -                 | -                              | -                              | -                              | -          | -          | 9     | 0     |
| 2022-2023             | Al Wakrah              | Qatar SL              | 22          | 2           | 1               | 0               | -                 | -                 | -                              | -                              | -                              | -          | -          | 23    | 2     |
| Sous-total            | Sous-total             | Sous-total            | 39          | 0           | 10              | 0               | -                 | -                 | -                              | 0                              | 0                              | -          | -          | 49    | 0     |
| Total sur la carrière | Total sur la carrière  | Total sur la carrière | 253         | 9           | 50              | 1               | 2                 | 0                 | -                              | 35                             | 1                              | 31         | 0          | 371   | 11    |

## Palmarès

### En club
Il remporte ses premiers titres dans son pays natal avec son club formateur, le Coritiba. Il est champion du Brésil de Série B  en 2010 et champion de l'État du Paraná à deux reprises en 2011 et 2012. Il est également deux fois finaliste de la coupe du Brésil en 2011 et en 2012.
Avec l'Olympique de Marseille, il ne remporte aucun titre mais est vice-champion de France en 2013.
Parti ensuite au Qatar, sous les couleurs du El Jaish SC, il est finaliste de la coupe du Qatar et de la Coupe Crown Prince en 2015. Il est également vice-champion du Qatar en 2016. Avec Al-Duhail SC, il remporte le Championnat du Qatar 2018.

### En sélection
Il remporte la coupe d’Asie des nations en 2024 avec le Qatar.